# ケンカの花道
『ケンカの花道』（ケンカのはなみち）および『ケンカの花道2』は、フジテレビ系列局で放送されていたバラエティ番組である。いずれもフジテレビとニユーテレスの共同制作。制作局のフジテレビでは1994年10月21日から1995年9月15日、および1996年8月2日から同年9月20日まで放送。

## 概要
夫婦喧嘩をテーマにした番組シリーズ。加賀まりこ、松本明子、中井美穂（当時フジテレビアナウンサー）の3人が司会を、奈美悦子がレギュラーパネリストを務めていた。
レギュラー放送では毎回1組の夫婦が出場し、用意されたリングの上で夫婦喧嘩を繰り広げていた。ダンカン夫妻や鈴井貴之・亜由美夫妻（オンエア当時。2017年2月に離婚）らが出場したこともある。
しかし、『木曜ファミリーランド』で放送する予定であったスペシャル版において妻同士で酒の強さやビンタの強さを競う企画を行ったところ、病院送りになった出場者が続出し、あえなく番組は打ち切られた。当該のスペシャル版はお蔵入りになり、代替で『ちびまる子ちゃん』の劇場版が放送された。
第1シリーズ終了後には1995年10月24日と同年12月28日と1996年4月5日にそれぞれ2時間スペシャルが放送され、1996年4月からこの金曜19:00枠で放送されていた『いじわるばあさん』（アニメ版第2作）がわずか3か月でこの時間帯から撤退したのに伴い、同年8月から第2シリーズが秋の改編までのつなぎ番組として放送されていた。

## 放送時間
いずれも日本標準時、フジテレビでの放送時間。
- 金曜 19:00 - 19:30 （1994年10月21日 - 1995年9月15日）
- 金曜 19:00 - 19:29 （1996年8月2日 - 1996年9月20日）

第1シリーズ・第2シリーズともローカルセールス枠での放送となった。そのため、東海テレビのようにこの時間帯を使って自社製作番組を放送する局もあった。

## スタッフ
- 企画：河合徹（フジテレビ）
- 演出：タカハタ秀太
- ディレクター：対馬毅、佐藤始郎、清水晶、田澤直・島田宏明、小林啓一
- 構成：都築浩、浅田敦史、鮫肌文殊、市川麻美
- TD：千葉明律
- 撮影：佐藤文
- VE：善方光一
- VTR：船山道夫
- 音声：鈴木智之
- 照明：小林篤
- 編集：前野勝義
- MA：西岡幸太郎
- 音響効果：矢部公英
- 美術プロデュース：中孝造
- 美術デザイン：別所晃吉
- 美術進行：吉田敬
- ヘアメイク：MELANGE、スタジオ717
- スタイリスト：忍田しげこ、壬生恵美子
- ナレーション：藤村さおり（フジテレビ）
- 協力：TMC砧スタジオ、池田屋、フジアール、童夢、アンサーズ、メディアハウス、CATHAY PACIFIC、東武トラベル、クラップ、フルタイム
- 広報：石田卓子（フジテレビ）
- AP：松岡理恵
- プロデュース：加藤正寿、大平浩三、鈴木進
- 制作：フジテレビ、ニユーテレス

## 主題歌
- ウォーク・ディス・ウェイ （エアロスミス）

## ネット局
特筆の無い限り全て同時ネット。
- フジテレビ（制作局）
- 富山テレビ（『ケンカの花道』は木曜 11:00 - 11:30にて放送[2]、『ケンカの花道2』は同時ネット[3]）
- 石川テレビ（『ケンカの花道2』は同時ネット[3]）
- 福井テレビ（『ケンカの花道2』は同時ネット[3]）

## 関連書籍
- ケンカの花道 夫婦ゲンカバラエティー。（1995年8月発売 / 発行：フジテレビ出版 / ISBN 4-594-01804-1）